# Scots
Pour les articles homonymes, voir Scots (homonymie).
Ne doit pas être confondu avec Anglais écossais ou Gaélique écossais.
 (novembre 2015).
Si vous disposez d'ouvrages ou d'articles de référence ou si vous connaissez des sites web de qualité traitant du thème abordé ici, merci de compléter l'article en donnant les références utiles à sa vérifiabilité et en les liant à la section « Notes et références ».
Le scots (endonyme : Scots, /ˈskɔts/) est une langue germanique parlée principalement en Écosse et en Irlande du Nord. Il est très proche de la langue anglaise, particulièrement de l'anglais écossais.
Il ne faut pas confondre le scots avec le gaélique écossais, langue du groupe gaélique de la famille celtique traditionnellement parlée dans les Highlands. Il ne doit pas non plus être confondu avec l'anglais écossais, qui est une variété de la langue anglaise influencée par le scots, mais distincte de ce dernier.
Les paroles de la chanson Auld Lang Syne (« Le temps jadis »), hymne de la nouvelle année des pays anglophones, sont en scots.

## Statut et reconnaissance
Le scots est reconnu comme langue régionale en Écosse (avec le gaélique écossais), selon la Charte européenne des langues régionales ou minoritaires. Il constitue notamment l'idiome régional propre aux Lowlands (où il est également appelé lallans), dont les dialectes sont le doric et le teri.
Le scots d'Ulster en est un autre dialecte, reconnu comme langue régionale en Irlande du Nord et dans une moindre mesure dans la république d'Irlande. Sous cette forme, il est traditionnellement employé dans les comtés d'Antrim, de Down, de Derry et de Donegal. Le scots d'Ulster a récemment connu un nouvel essor, principalement pour des raisons politiques, au sein de la communauté unioniste. Son statut est défini dans l'accord du Vendredi saint.

## Histoire
Le scots vient du vieux northumbrien [réf. nécessaire], un des dialectes septentrionaux du vieil anglais parlé au nord de la rivière Humber, en Grande-Bretagne, avant l'invasion normande (1066). Il a aussi été influencé par le vieux norrois, apporté dans l'île par les Vikings danois au IXe siècle.
Les dialectes northumbriens se sont répandus en Écosse durant le haut Moyen Âge, au détriment du parler des Pictes[réf. nécessaire]. Leur prestige était alors dû à la capitale du royaume, Édimbourg, où l'on a adopté assez tôt le northumbrien. Le scots a également subi l'influence du gaélique, la langue originelle des Écossais : plusieurs échanges de vocabulaire sont attestés entre les deux langues.
Plus tard, l'aire où il était parlé s'est considérablement réduite en raison de son abandon officiel, à la suite du déplacement de la maison royale d'Écosse à Londres (en 1603). Il a néanmoins été perpétué par la poésie régionale ; l'écrivain de langue scots le plus connu est le poète Robert Burns.
Le scots n'a pas connu l'importante modification de la prononciation des voyelles (grand changement vocalique) qu'a connue l'anglais. À titre d'exemple, le mot anglais town /taʊ̯n/ se prononce avec une diphtongue, mais le mot équivalent en scots, toun, se prononce /tun/.
En raison de différences existant entre les dialectes du scots et de la non-existence d'une autorité de régulation, il n'existe pas encore d'orthographe standard et ce, en dépit de plusieurs efforts émanant de locuteurs de cette langue. Néanmoins, la constitution du parlement écossais, en 1999, pourrait changer les choses.
A compter de 2013, un adolescent américain (alors âgé de 12 ans à ses débuts) a pu rédiger durant sept ans des articles sur Wikipédia en scots, une langue qu'il ne maitrisait pas, en utilisant un traducteur en ligne, soit un total de 27 000 pages. Amaryllis Gardener, de son nom d'utilisateur, devient même administrateur de la version sco.wikipedia.org, alors que près de la moitié des pages du site sont rédigées de façon totalement incorrecte,.

## Lexique
D'un point de vue lexical, le scots n'a pas subi la même influence française que l'anglais ; avec certains mots cette influence est plus marquée, par exemple : tass (« tasse »), tae fash (« se fâcher ») et avec d'autres elle est moins marquée, par exemple : stramash (« clameur »), en anglais : clamour, commotion. En outre, il contient des mots d'origine germanique qui n'existent plus en anglais moderne comme greet (« pleurer »), comparable au néerlandais kreet et au français regretter, d'origine anglo-scandinave, et ken (« savoir »), comparable au néerlandais et à l'allemand kennen (« connaître »).

Proportion de répondants au recensement de 2011 en Écosse âgés de trois ans et plus qui ont affirmé être aptes à parler le scots.
Proportion de répondants au recensement de 2011 en Irlande du Nord âgés de 3 ans et plus qui ont affirmé être aptes à parler le scots d'Ulster.
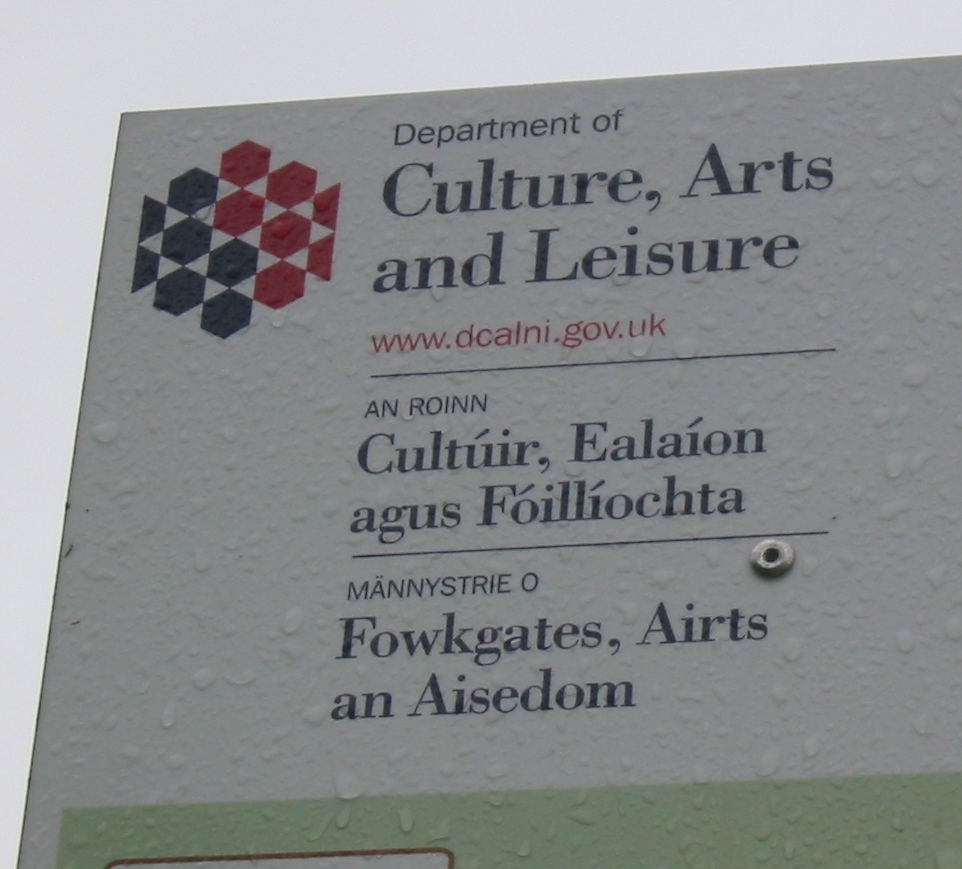
Signalisation trilingue en anglais, irlandais et scots, en Irlande du Nord.

## Particularités
Les universitaires ont officiellement enregistré 421 mots pour la neige dans la langue scots,. C'est plus que les Esquimaux et les Inuits auxquels on attribue des dizaines de mots pour la neige.